# Sergei Nikolajew (Leichtathlet)
Sergei Nikolajew (russisch Сергей Николаев, engl. Transkription Sergey Nikolayev; * 12. November 1966) ist ein ehemaliger russischer Kugelstoßer.
Für die Sowjetunion startend wurde er bei den Europameisterschaften 1990 in Split Siebter und bei den Weltmeisterschaften 1991 in Tokio Fünfter.
1994 trat er für Russland bei den Europameisterschaften in Helsinki an, schied aber ohne gültigen Versuch in der Qualifikation aus.
1994 und 1998 wurde er russischer Meister.

## Persönliche Bestleistungen
- Kugelstoßen: 21,35 m, 5. August 1989, Woronesch
  - Halle: 20,44 m, 23. Januar 1993, Sankt Petersburg